# Buhlitz
Die Halbinsel Buhlitz auf Rügen ragt von Osten in den Kleinen Jasmunder Bodden. Sie ist ca. 1,2 km lang, 500 m breit, überwiegend bewaldet und die Ufer sind mit Schilf gesäumt.
Im Norden und Westen wird die Halbinsel von altem Laubbaumbestand bewachsen; die restlichen Flächen sind nach der Aufgabe militärischer Nutzung von Magerrasen, Heide und Gebüsche bestanden, die zum Teil gefährdete Arten beheimaten. Diese Flächen werden durch Schafherden beweidet, damit keine Bäume diese Wiesen überwachsen.
Eine erste Erwähnung von Besiedlungen erfolgte 1320 in einer Steuerliste. 1609 ist eine Schäferei erwähnt, 1610 wurde Kornsteuer vom Buhlitzer Hof abgeführt; 1695 lag er allerdings wieder verwaist. Die Felder wurden von Streu aus bewirtschaftet; eine Schäferei war zu diesem Zeitpunkt geplant.
Nach militärischer Nutzung während der DDR-Zeit wird die Halbinsel heute in erster Linie durch die Deutsche Bundesstiftung Umwelt Naturerbe 
(DBU) betreut, die den Schutz der bestehenden Flora und Fauna in den Vordergrund stellt. Zudem gibt es hier einige Ferienhäuser, die zum Teil auch vermietet werden. Über die Halbinsel führen mehrere Wanderrouten.